# Hey Ho! Let's Go: The Anthology
Hey Ho Let's Go!: The Anthology è una compilation in due dischi della band punk rock Ramones.
Alcune versioni di questo CD contengono anche un libretto di 80 pagine.
Nel 2001 la compilation è stata ristampata. La nuova versione non comprende il libretto, e la lista delle tracce del primo CD è diversa dall'originale: I'm Affected ed I Can't Make it on Time sono stati rimossi e rimpiazzati da Baby I Love You.

## Tracce
Tutte le canzoni sono scritte dai Ramones eccetto ove indicato

### CD 1
1. Blitzkrieg Bop – 2:14  (Tommy Ramone / Dee Dee Ramone)
2. Beat on the Brat – 2:32  (Joey Ramone)
3. Judy Is a Punk – 1:32   (Joey R.)
4. I Wanna Be Your Boyfriend – 2:27   (Tommy R.)
5. 53rd & 3rd – 2:20   (Dee Dee R.)
6. Now I Wanna Sniff Some Glue – 1:37   (Dee Dee R.)
7. Glad to See You Go – 2:13   (Lyrics: Dee Dee R. / Music: Joey R.)
8. Gimme Gimme Shock Treatment – 1:44
9. I Remember You – 2:20
10. California Sun – 2:03   (Henry Glover / Morris Levy)
11. Commando – 1:54
12. Swallow My Pride – 2:07   (Joey R.)  [1]
13. Carbona Not Glue – 1:53  [2]
14. Pinhead – 2:44   (Dee Dee R.)
15. Sheena Is a Punk Rocker – 2:49   (Joey R.)  [3]
16. Cretin Hop – 1:58
17. Rockaway Beach – 2:08   (Dee Dee R.)
18. Here Today, Gone Tomorrow – 2:50   (Joey R.)
19. Teenage Lobotomy – 2:03
20. Surfin' Bird – 2:37   (Carl White / Alfred Frazier / John Harris / Turner Wilson, Jr.)
21. I Don't Care – 1:40   (Joey R.)  [1]
22. I Just Want to Have Something to Do – 2:43   (Joey R.)
23. I Wanna Be Sedated – 2:31   (Joey R.)
24. Don't Come Close – 2:46
25. She's the One – 2:15
26. Needles & Pins – 2:23  (Sonny Bono / Jack Nitzsche)  [4]
27. Rock 'n' Roll High School – 2:21   (Joey R.)  [5]
28. I Want You Around – 3:02  (Dee Dee R. / Joey R. / Johnny Ramone)  /5
29. Do You Remember Rock 'n' Roll Radio? – 3:52   (Joey R.)
30. I Can't Make It on Time – 2:33
31. Chinese Rock – 2:30  (Dee Dee R. / Richard Hell)
32. I'm Affected – 2:54   (Joey R.)
33. Danny Says – 3:06   (Joey R.)

### CD 2
1. The KKK Took My Baby Away – 2:31  (Joey Ramone)
2. She's a Sensation – 3:26   (Joey R.)
3. It's Not My Place (In the 9 to 5 World) – 3:23   (Joey R.)
4. We Want the Airwaves – 3:22   (Joey R.)
5. Psycho Therapy – 2:39  (Johnny Ramone / Dee Dee Ramone)
6. Howling at the Moon (Sha–La–La) – 4:06   (Dee Dee R.)
7. Mama's Boy – 2:12  (Johnny R. / Dee Dee R. / Tommy Ramone)
8. Daytime Dilemma (Dangers of Love) – 4:33   (Joey R. / Daniel Rey)
9. I'm Not Afraid of Life – 3:13   (Dee Dee R.)
10. Too Tough to Die – 2:38   (Dee Dee R.)
11. Endless Vacation – 1:50   (Dee Dee R. / Johnny R.)
12. My Brain Is Hanging Upside Down (Bonzo Goes to Bitburg) – 3:57   (Dee Dee R. / Joey R. / Jean Beauvoir)  /6
13. Somebody Put Something in My Drink – 3:23  (Richie Ramone)
14. Something to Believe In – 4:09   (Dee Dee R. / Jean Beauvoir)  [1]
15. I Don't Want to Live This Life (Anymore) – 3:29   (Dee Dee R.)  [7]
16. I Wanna Live – 2:39   (Dee Dee Ramone / Daniel Rey)
17. Garden of Serenity – 2:28   (Dee Dee R. / D. Rey)
18. Merry Christmas (I Don't Want to Fight Tonight) – 2:05   (Joey R.)  [1]
19. Pet Sematary – 3:34   (Dee Dee Ramone / D. Rey)  [1]
20. I Believe in Miracles – 3:21   (Dee Dee R. / D. Rey)
21. Tomorrow She Goes Away – 2:41   (Joey R. / D. Rey)
22. Poison Heart – 4:04   (Dee Dee Ramone / D. Rey)
23. I Don't Want to Grow Up – 2:46  (Tom Waits / Kathleen Brennan)
24. She Talks to Rainbows – 3:14   (Joey Ramone)
25. R.A.M.O.N.E.S. – 1:24  (Lemmy Kilmister / Burston / Phil Campbell / Phil "Philthy Animal" Taylor)  [8]

1. Versione singolo della Sire Records.
2. In precedenza disponibile nell'LP
3. Originalmente distribuita da ABC records.
4. Versione remixata dalla Sire Records.
5. Versione mixata da Ed Stasium per il soundtrack originale di "Rock 'n' Roll High School"
6. Versione 12 pollici inglese.
7. Originalb-side di "Crummy Stuff" nel 12 pollici inglese.
8. Bonus track della versione giapponese di ¡Adios Amigos! con la voce di C.J. Ramone.

## Formazione
- Joey Ramone - voce
- Johnny Ramone - chitarra
- Dee Dee Ramone - basso e voce
- C.J. Ramone - basso e voce d'accompagnamento
- Tommy Ramone - batteria
- Marky Ramone - batteria
- Richie Ramone - batteria e voce d'accompagnamento